# Mariposa de barrio
Jenni Rivera: Mariposa de barrio ou Mariposa de Barrio é uma telenovela estadunidense produzida pela Telemundo.
Protagonizada por Angélica Celaya como "Jenni Rivera".

## Sinopse
A série musical inspiradora bio Jenni Rivera será baseado em histórias e experiências de sua própria família, seu livro "Unbreakable" e explorar facetas da filha, mãe, esposa, amante e artista.
A história comovente de Jenni siga os passos para um sonho da fama; uma viagem autobiográfica, desde o nascimento, com base em seu livro "Unbreakable", bem como testemunhos inéditos de sua própria família e explorar as diferentes facetas da filha, mãe, esposa, amante e artista.

## Elenco
- Angélica Celaya - Jenni Rivera
- Gabriel Porras - Pedro Rivera
- Rosalinda Rodríguez - Doña Saavedra de Rivera
- Adrián Carvajal - Pedro Rivera Saavedra
- Emmanuel Morales - Gustavo Rivera Saavedra
- Raúl Sandoval - Lupillo Rivera
- Uriel del Toro - Juan Rivera
- Stephanie Arcila - Rosie Rivera
- Tony Garza - José Trinidad Marín
- Vanessa Pose - Chiquis Rivera
- Alma Matrecito - Jacquelin Melina Marín Rivera
- Julio César Otero - Trinidad Marín Rivera
- Pepe Gámez - Juan Manuel López
- Gabriela Sepúlveda - Jenicka López Rivera
- Gael Sánchez - Jhonny Ángel López Rivera
- Karla Peniche - Brenda Martinez
- Christopher Millán - Fernando Ramírez
- Ricardo Kleinbaum - Esteban Loaiza Vega
- Gabriela González - Ramona Suárez
- Paloma Márquez - Patricia Benitez
- Laura Vieira - Brenda Martínez
- Diana Marcoccia - Gladyz
- Yrahid Leylanni - Fabiola Llerandi
- Sonia Noemí - Consuelo Ramírez
- Ronald Reyes - Gabriel Vásquez
- Carlos Guerrero - Pete Salgado
- Alexis Venegas - Adán Terriquez
- Eduardo Antonio - Jaime Terriquez
- Tony Vela - Pepe Garza
- Jeyson Rodríguez - Jacob Yebale
- Oliver Gutiérrez - Jorge Sánchez
- Samadhi - Jenni Rivera (Joven)
- Regina Orquín - Jenni Rivera (Niña)
- Julio Ocampo - Pedro Rivera (Joven)
- Adriana Bermúdez - Rosa Rivera (Joven)
- Braulio Hernández - Pedro Rivera Saavedra (Niño)
- Enrique Montaño - Pedro Rivera Saavedra (Joven)
- John Díaz - Gustavo Rivera (Niño)
- Adriano Zendejas - Gustavo Rivera (Joven)